# Vinyl (tijdschrift)
Vinyl was een Nederlands maandblad, dat verscheen tussen februari 1981 en februari 1988. 
Vinyl presenteerde zichzelf in 1981 als een "nieuw Nederlands muziekblad dat zich richt op moderne en experimentele muziek, met extra aandacht voor kleine, beginnende bands". Al snel werd de onderwerpkeuze echter breder dan alleen muziek en kregen ook mode, beeldende kunst, literatuur en film veel aandacht. Als gevolg van die ontwikkeling ging het blad sterk lijken op een lifestyle-magazine en werd Vinyl dikwijls vergeleken met het Britse maandblad The Face. Als opvallend kenmerk van Vinyl fungeerde in de eerste jaren de flexidisc die als bijlage bij het blad verscheen.  
In 1983 werd Vinyl onderdeel van de Weekbladpers, die het blad eind 1987 verkocht aan Bonaventura, de uitgever van de voornaamste concurrent OOR. In februari 1988 werd Vinyl door Bonaventura opgeheven. De oplage van het blad bedroeg op dat moment ruim 16.000 exemplaren.
Tot de redacteuren en medewerkers van Vinyl behoorden onder anderen Joost Niemöller, Gerard J. Walhof, Martin Bril, Wierd Duk, Stephen Emmer, Ann Bouwma, Harold Schellinx, Wim van Sinderen, Huib Stam, Frans Hemelaar, Frans Hagenaars, Lotje IJzermans, Fons Dellen, Joost Zwagerman, Erwin Olaf, Maarten Corbijn, Arjen Schrama, Gertjan van Schoonhoven, Jan Kooi en Moze Jacobs.